# Hörste (Lippstadt)
Hörste ist ein Dorf, das zur Stadt Lippstadt im Kreis Soest in Nordrhein-Westfalen gehört. Der Ort war Teil des Entenschnabels des Altkreises Büren.

## Geschichte

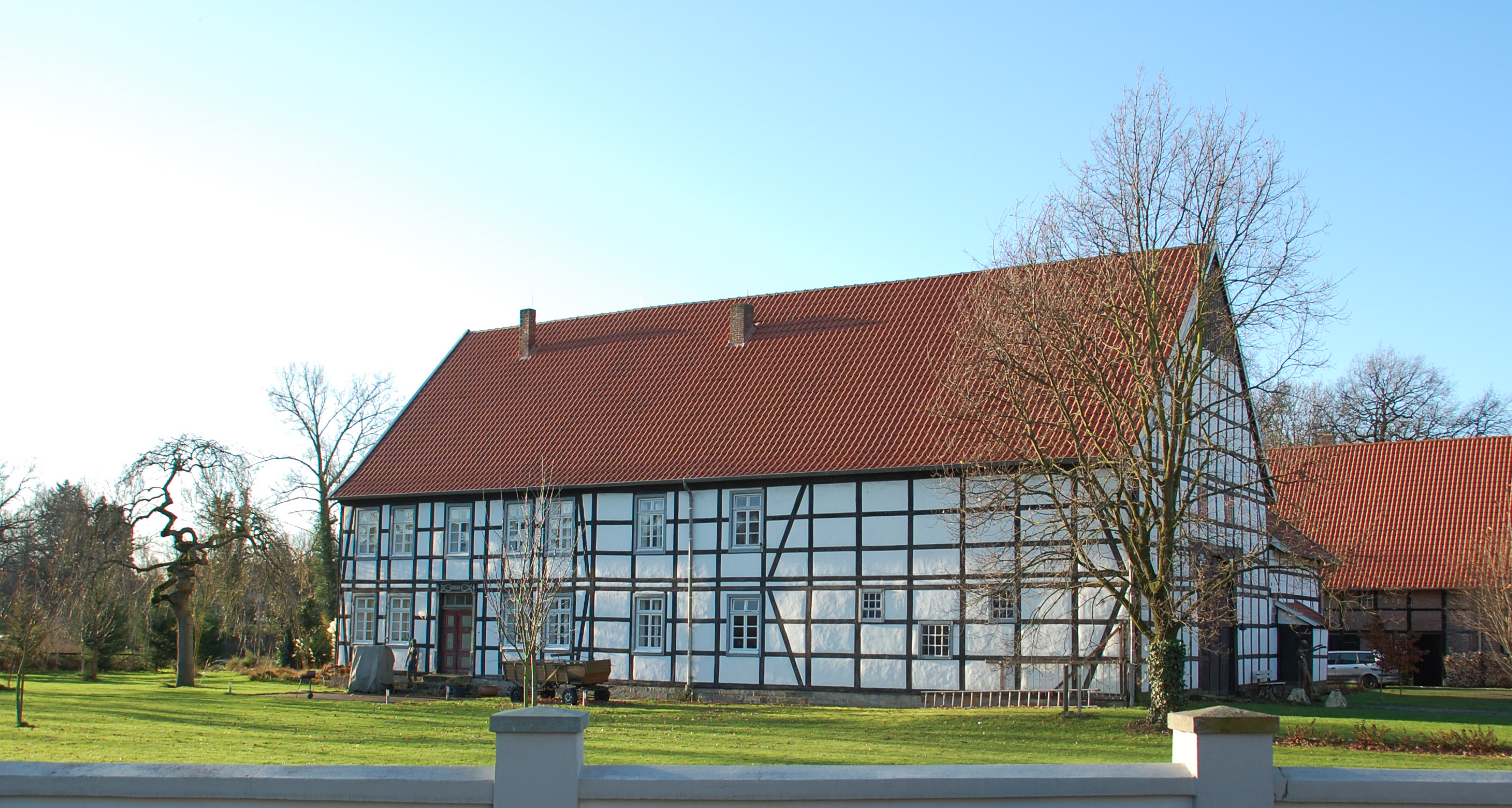
Bauernhaus in Hörste

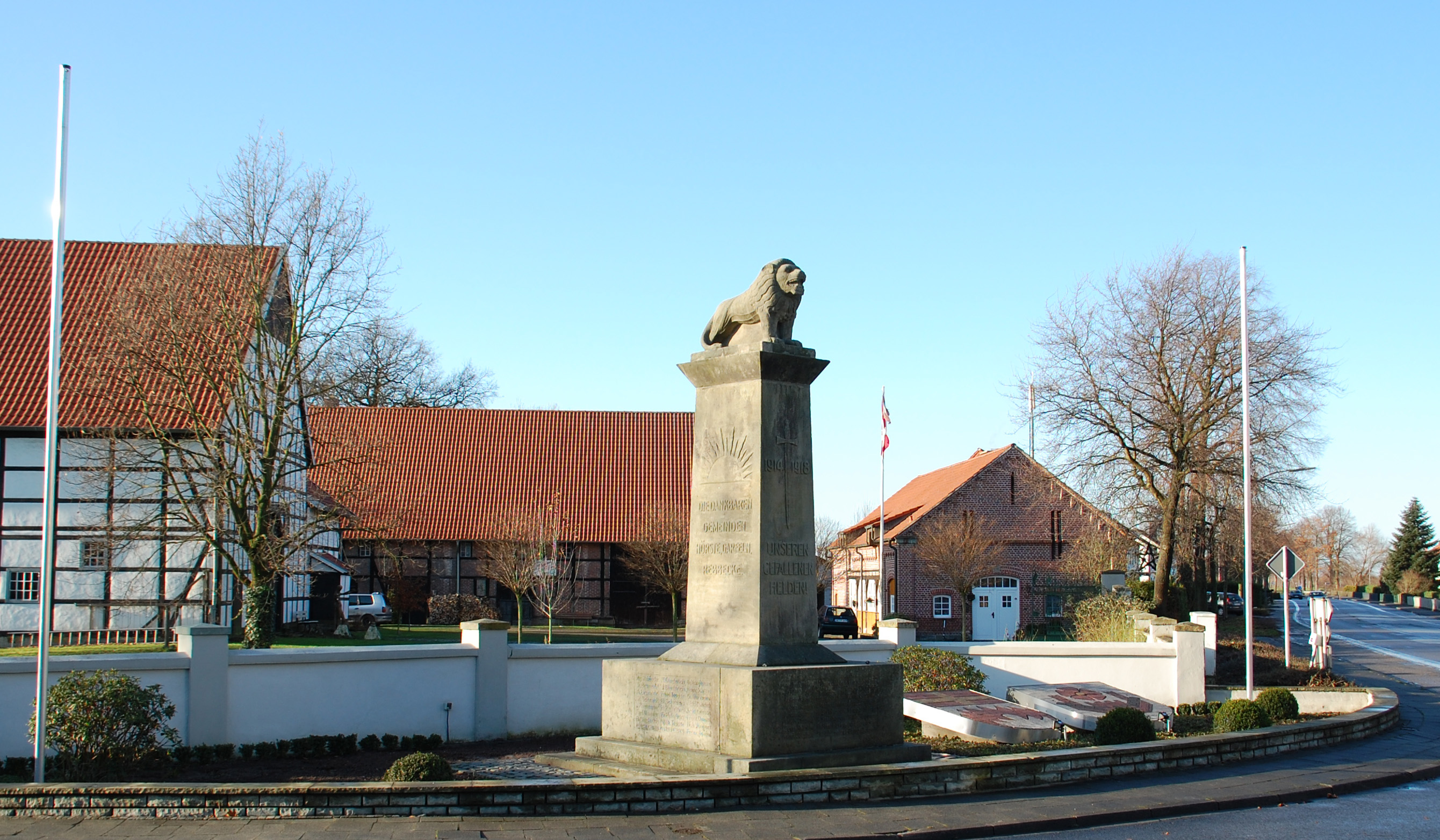
Kriegerdenkmal

Urkundlich erwähnt wurde der Ort erstmals 881, als König Ludwig III. die Bewohner der freien Mark Hörste der Gerichtsbarkeit des Bischofs zu Paderborn unterstellte. Die Kirche St. Martinus wird 1216 in einer Urkunde erstmals erwähnt. Um die Kirche zu unterhalten, wurden Ländereien innerhalb der Pfarrgemeinde der Kirche vermacht. Auf diesen Ländereien sollte hauptsächlich für das Beleuchtungsgut der Kirchen gesorgt werden. Dazu wurde ein sogenannter „Wachszins“ erhoben. Mehrmals kam es darüber zu Streitereien, die den Dompropst Gottschalk von Paderborn veranlassten, eine Urkunde zu erstellen, die dafür sorgen sollte, dass die Ländereien dauerhaft der Kirche überschrieben werden. Bereits einige Jahre später gab es erneut Probleme, so dass Dompropst Lambert jedem mit dem Kirchenbann drohte, der es weiter wagen würde, gegen die kirchliche Gesetzgebung zu verstoßen.
Hörste gehörte bis zu den Napoleonischen Kriegen zum Küchenamt Boke des Hochstifts Paderborn. Während der Franzosenzeit gehörte Hörste zum Kanton Ringboke des  Departements der Fulda im Königreich Westphalen. Der Ort wurde 1815 in die neue Provinz Westfalen eingegliedert und kam durch Erlass der Königlichen Regierung in Minden 1816 zum neuen Kreis Büren. Aus dem Kanton Ringboke wurde im Kreis Büren das Amt Boke, das in den 1930er Jahren im Amt Salzkotten-Boke aufging.  Durch das Sauerland/Paderborn-Gesetz wurde Hörste am 1. Januar 1975 der Stadt Lippstadt zugeschlagen und wechselte damit aus dem Kreis Büren im Regierungsbezirk Detmold in den Kreis Soest im Regierungsbezirk Arnsberg.

### Einwohnerentwicklung
| Jahr      | 1818 | 1831 | 1837 | 1843 | 1849 | 1852 | 1858 | 1867 | 1871 | 1885 | 1895 |
| Einwohner | 323  | 392  | 457  | 529  | 501  | 578  | 531  | 566  | 547  | 552  | 609  |

| Jahr      | 1905 | 1925 | 1933 | 1939 | 1946 | 1950 | 1957 | 1961 | 1965 | 1972 | 2000  |
| Einwohner | 588  | 600  | 718  | 769  | 1044 | 1060 | 1004 | 1039 | 1139 | 1215 | k. A. |

| Jahr      | 2005  | 2010  | 2013 | 2015  |
| Einwohner | k. A. | k. A. | 1611 | k. A. |

## Kultur und Sehenswürdigkeiten

### Kirchen
Hörstes Pfarrkirche St. Martinus existiert bereits seit der Mitte des 12. Jahrhunderts. Bis 1974 gehörte die Kirche als Grenzvikariat zum Bistum Paderborn. Die kommunale Neuordnung verlagerte auch die kirchlichen Dekanatsgrenzen. Jetzt gehört sie zum Dekanat Lippstadt-Rüthen.
Am 25. Mai 1975 wurde die Lukas-Kirche in Hörste als evangelische Kirche für die umliegenden Ortschaften der evangelischen Kirchengemeinde Geseke eingeweiht.
Auf einer Gemeindeversammlung der Evangelischen Kirchengemeinde Lippstadt am 24. Februar 2023 wurde die Schließung der Lukas-Kirche in Hörste angekündigt. Bis zur Entwidmung am 13. Januar 2024 fanden weiterhin Gottesdienste und Veranstaltungen statt. Am 13. Januar 2024 fand in Anwesenheit des Superintendenten des Evangelischen Kirchenkreises Soest-Arnsberg, Manuel Schilling, die Entwidmung der Lukas-Kirche statt. Seitdem sucht die Evangelische Kirchengemeinde Lippstadt nach Interessenten, die das entweihte Gotteshaus käuflich erwerben möchten.

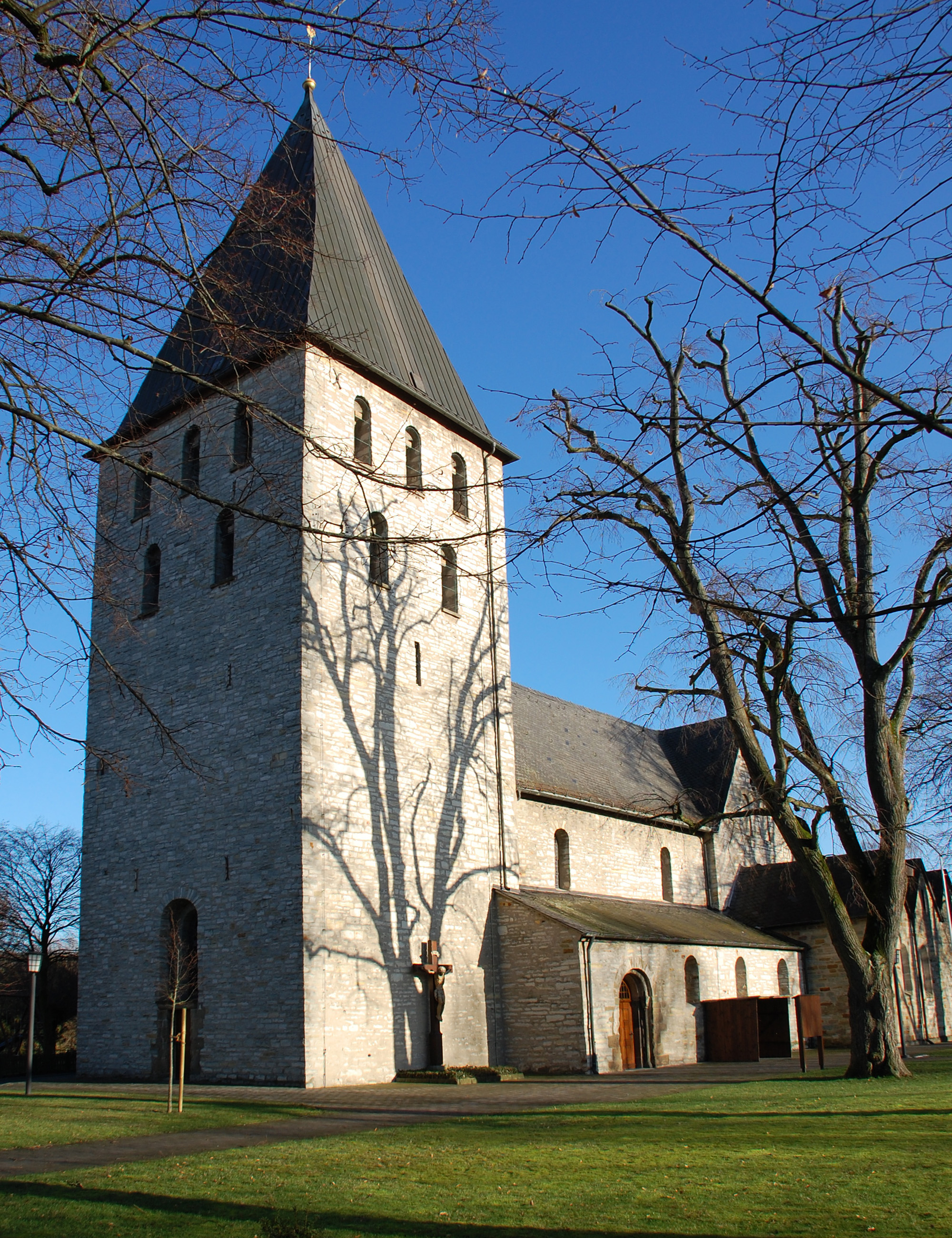
Pfarrkirche St. Martinus
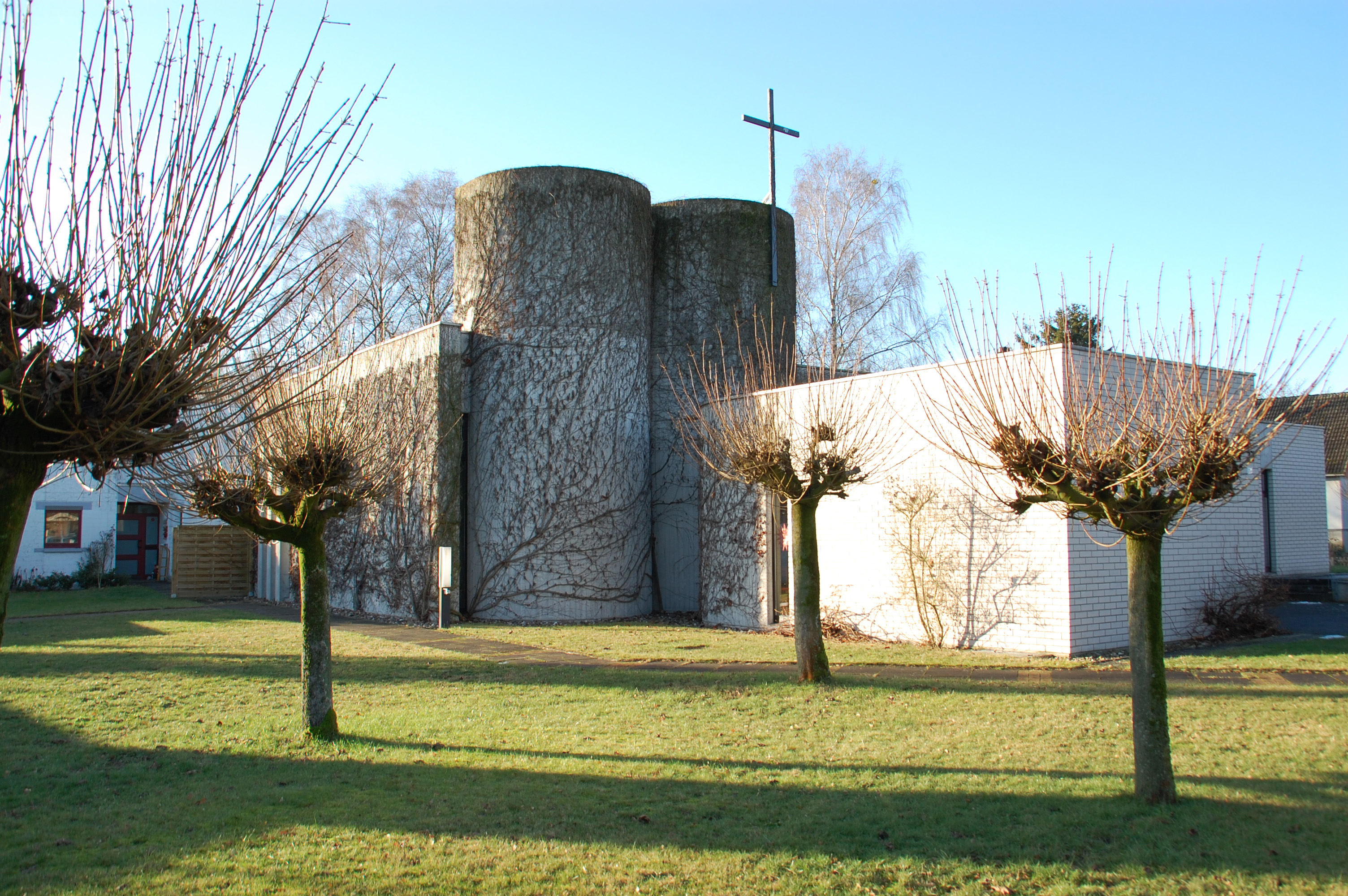
Evangelische Lukas-Kirche

### Persönlichkeiten
Söhne und Töchter von Hörste:
- Martin Nacke (geboren 1773 in Hörste, gestorben 1853 in Paderborn), Theologe, Dompropst in Paderborn[11]
- Franz Nacke (geboren 1828 in Hörste, gestorben 1916 in Paderborn), Präses des Theologenkonviktes Paderborn, Professor und Lehrstuhlinhaber für Naturwissenschaften an der Philosophisch theologischen Lehranstalt in Paderborn, Subregens des Paderborner Priesterseminars, langjähriger Vizepräsident des Bonifatiusvereins, Dompropst und Propst der Paderborner Gaukirche, Ehrenbürger von Paderborn[12]

## Sport

### VfL Hörste Garfeln
- Der VfL Hörste Garfeln 1922 e. V., der 1922 von Hermann Fecke gegründet worden war, hat sich seit Anfang der 1990er Jahre von einem reinen Fußballverein zu einem Mehrspartenverein entwickelt. Der VfL führt in seinen Abteilungen Breitensport, Fußball, Tennis und Volleyball über 700 Mitglieder und ist somit der größte Verein im Ort (Stand 2008). 2008 gelang den Fußballern der Aufstieg in die Kreisliga A-Lippstadt.

### Sportstätten
- Sportstätten am Sportheim